# Сайондзі Кісі
Сайондзі Кісі (*西園寺 禧子, 1303  —19 листопада 1333) — японська імператриця — дружина імператора Ґо-Дайґо. Не слід плутати з Сайондзі Кісі (Імадеґава-ін), донькою Сайондзі Кінсуке і дружиною імператора Камеями.

## Життєпис
Походила зі знатного роду Сайондзі. Третя донька Сайондзі Санекане, великого державного міністра. Народилася 1303 року. 1313 року вийшла заміж за спадкоємця трону Такахару. Останній у 1318 році став імператор під ім'ям Ґо-Дайґо. 1319 року кісі отримала статус імператриці. Сприяла посиленню свого роду при дворі. Народила двох доньок.
1332 року, коли її чоловіка через спробу повалити уряд бакуфу роду Ходзьо самого було позбавлено трону й відправлено у заслання на острови Окі, імператриця втратила статус. також вона постриглася в черниці. 1333 року Ґо-Дайґо зумів повернутися до Кіото, повалити Камакурський сьогунат, ставши повноцінним імператором. Тоді ж Кісі відновила свій статус імператриці, проте невдовзі померла.

## Родина
- принцеса (1314—д/н)
- Кансі (1315—1362), дружина імператора Коґона